# Klemens Iten (Politiker, 1858)
Klemens Iten (* 24. Februar 1858 in Unterägeri; † 16. Januar 1932 in Zug, katholisch, heimatberechtigt in Unterägeri) war ein Schweizer Politiker (FDP).

## Biografie
Klemens Iten kam am 24. Februar 1858 als Sohn des Bauern und Ratsherrn Johann Jakob und der Maria Anna geborene Iten zur Welt. Er war ein Enkel mütterlicherseits des Politikers Klemens Iten. Nach dem Besuch der Gymnasien in Zug und Zürich belegte er ein Rechtsstudium an den Universitäten Zürich, Leipzig und Wien, das er 1881 in Zürich mit der Promotion abschloss. In der Folge war er ab 1882 als Rechtsanwalt in Unterägeri, später in Zug, tätig.
Als Verwaltungsrat bedeutender Unternehmen, so der Metallwarenfabrik Zug, der Verzinkereien Zug und Pratteln, der Bank in Zug und der Spinnereien Ägeri hatte Klemens eine führende Stellung in der Wirtschaft des Kantons Zug inne. Daneben fungierte er als Präsident des Komitees für das 1908 eingeweihte Morgartendenkmal.
Klemens Iten, der mit Elisa, Tochter des Hoteliers Johann Otto Syz, verheiratet war, starb am 16. Januar 1932 im 74. Lebensjahr in Zug.

## Politik
Von 1886 bis 1910 gehörte Iten dem Kantonsrat an, dem er 1895/1896 als Präsident vorstand, an. Als Führer der freisinnigen Minderheit, für die er bei den Parlamentswahlen 1896 den einzigen Zuger Nationalratssitz eroberte, war er dort bis 1911, davon 1902 als Präsident, vertreten. Klemens Iten, der sich selbst als gemässigten Zentralisten einstufte, war von 1898 bis 1907 Mitglied des Zentralvorstandes der schweizerischen FDP.